# Valle de Campoo

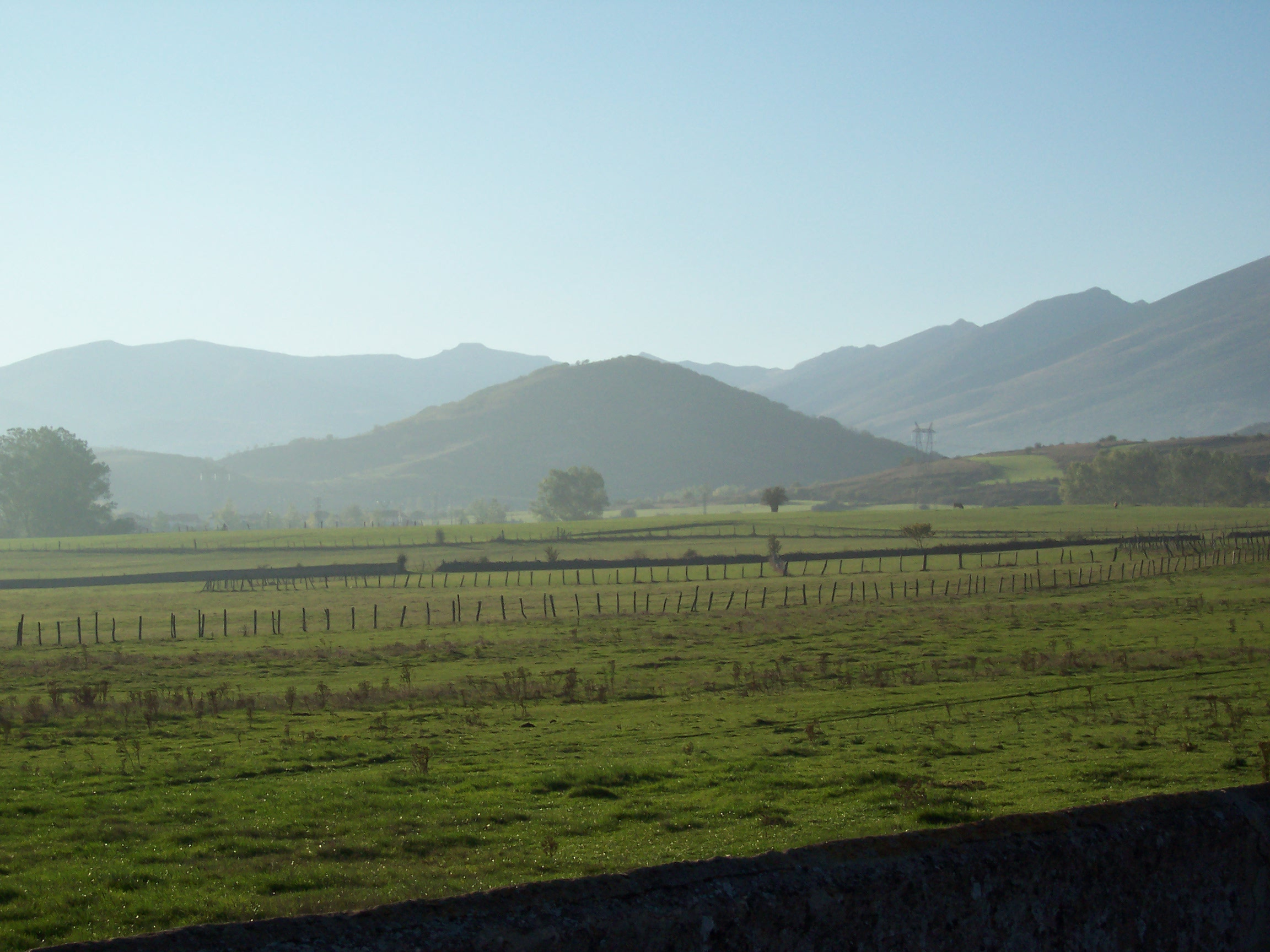
Vista de la cabecera del valle.

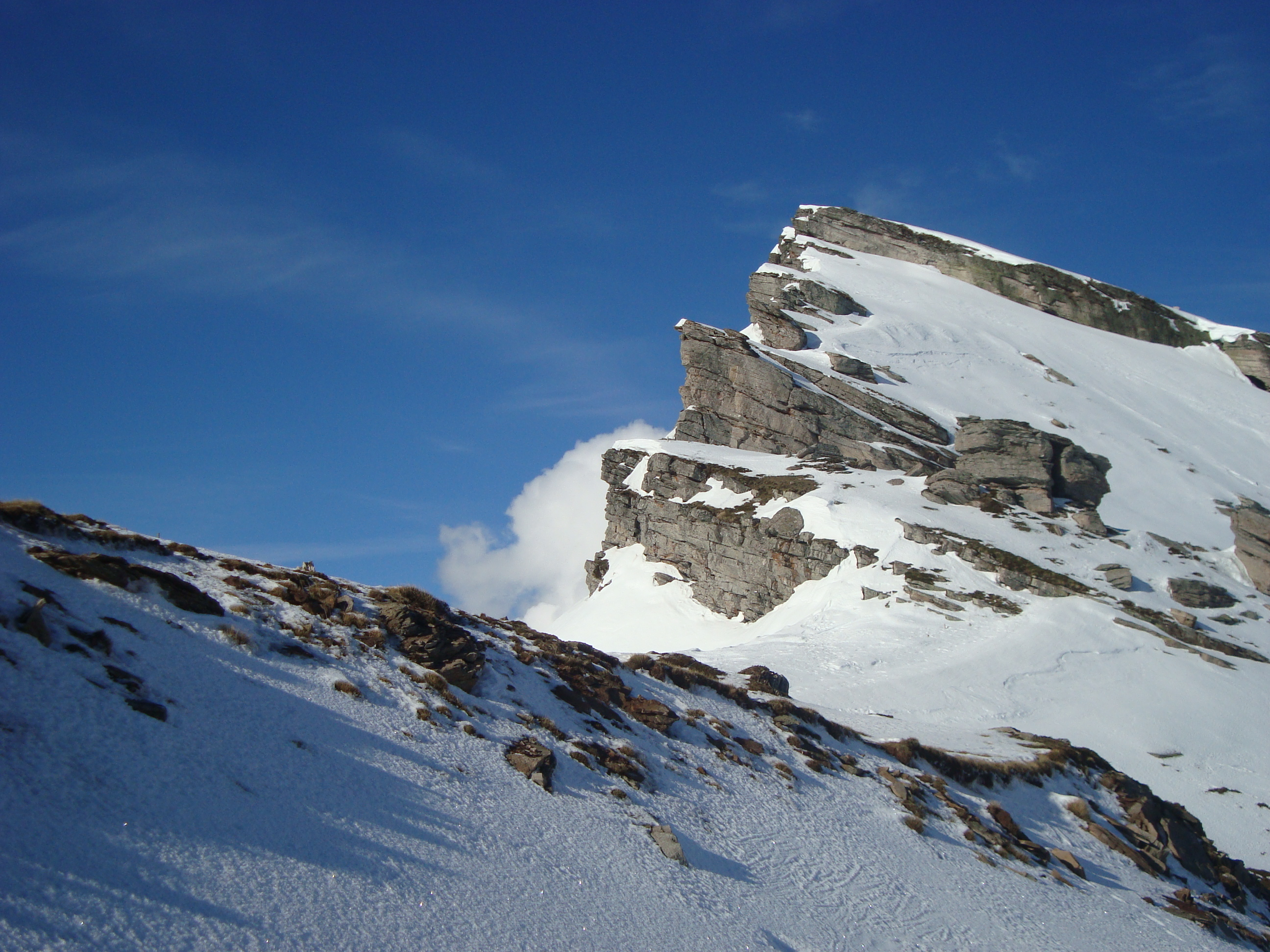
Pico Tres Mares, que da comienzo al valle hacia el este.

El valle de Campoo está situado en la comunidad autónoma de Cantabria (España), en el curso alto del río Ebro y orientado de oeste a este. El valle es amplio y profundo, en su cabecera tiene restos de la actividad glaciar, mientras que en la parte baja se abre a una amplia vega, actualmente inundada por el embalse del Ebro. A causa de su geografía y su aislamiento, el valle es un ejemplo de conservación de la cultura y del modo de vida tradicionales de la zona interior de Cantabria y en concreto de la comarca de Campoo-Los Valles.

## Geografía física

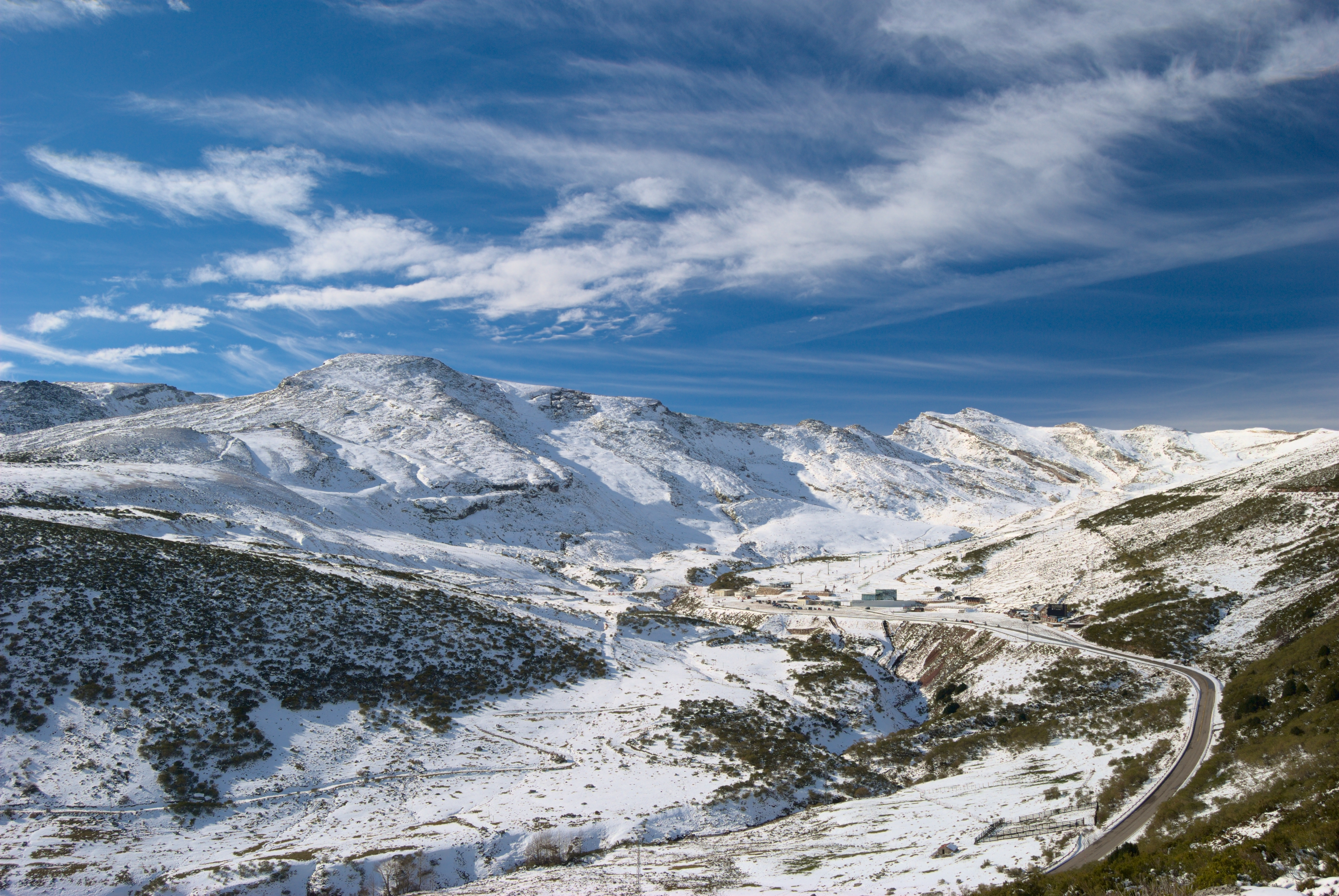
Estación de esquí de Alto Campoo, en la parte alta del valle.

El valle está orientado de oeste a este y pertenece a la vertiente mediterránea, pues sus aguas vierten al río Ebro. Está encuadrado en el área morfológica de la cordillera Cantábrica y su cabecera está delimitada al sur por la sierra de Híjar y al norte por la Sierra del Cordel.

### Relieve

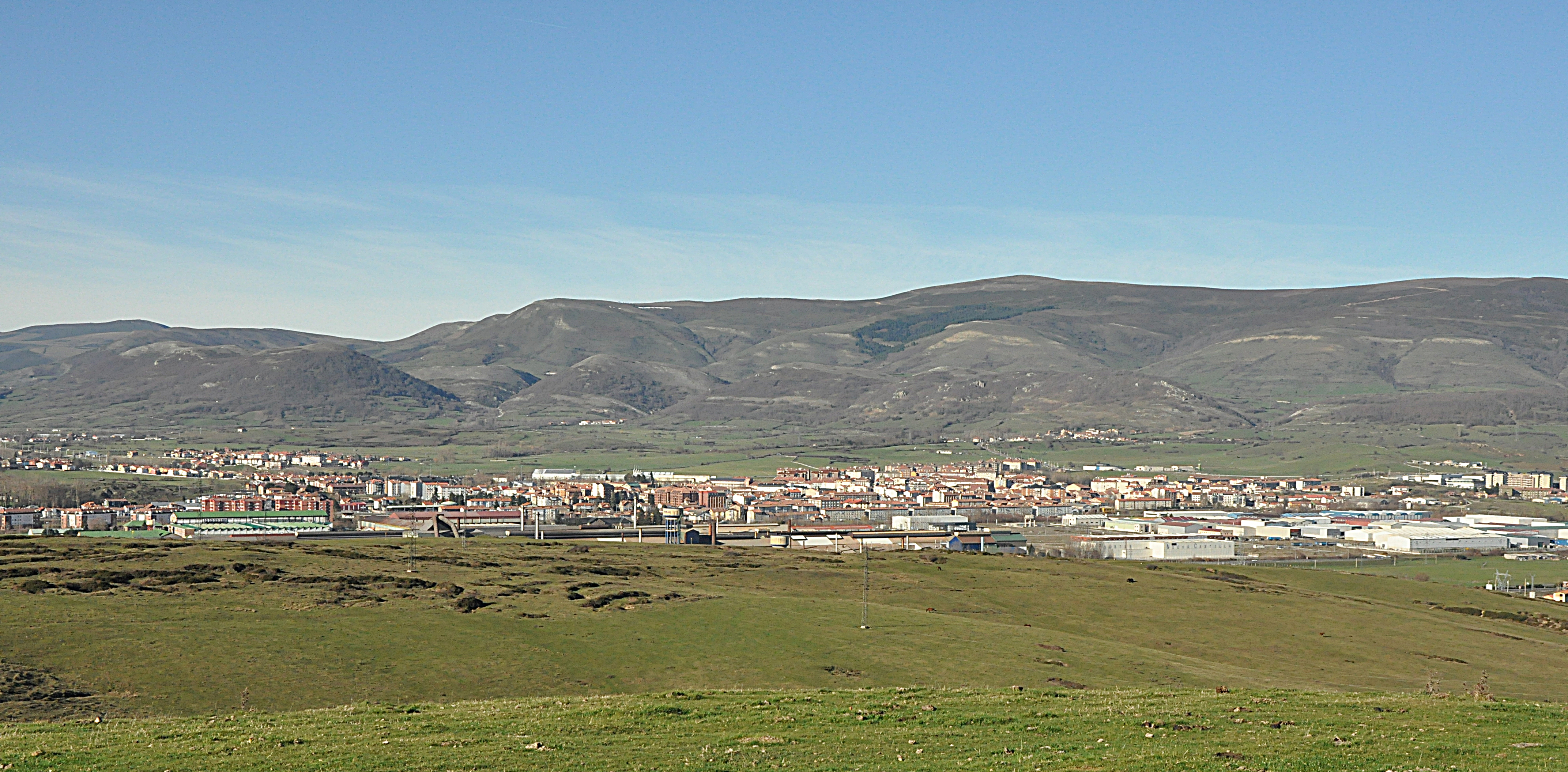
Vista de la parte central del valle con Reinosa al fondo.

El punto de inicio del valle por el oeste lo marca el Pico Tres Mares, montaña divisoria que abre el valle, que en sus inicios tiene muy pocos kilómetros de anchura. A partir de la estación de esquí de Alto Campoo, el valle se abre hacia una amplia vega formada por el río Híjar, mientras es rodeado por alguna de las mayores alturas de la comarca como el Pico Cuchillón (2174 m s. n. m.)  y el Pico Cordel (2052 m s. n. m.). En esta parte inicial del valle se encuentra el municipio de la Hermandad de Campoo de Suso (sursum en latín "arriba" hace referencia que forma la parte más alta del valle). A partir de aquí, el valle se va ensanchando paulatinamente hasta llegar a su parte central, donde se encuentran la ciudad de Reinosa y el municipio de Campoo de Enmedio. En esta zona, el valle está peor delimitado pero sigue siendo visible su morfología. Después de Reinosa, el valle penetra en una gran zona de pastizales por donde circulaba el río Ebro, conocida como Rasa de Campoo, pero que quedó anegada tras la construcción del embalse del Ebro entre 1921 y 1945. En esta última zona se sitúa el municipio de Campoo de Yuso (deorsum del latín "abajo" indicando que es la parte más baja del valle), así como el de Las Rozas de Valdearroyo, desgajado del primero a principios del siglo XIX. El valle finaliza en su parte más oriental en el límite con la comarca burgalesa de Las Merindades. 
La Autovía A-67 o autovía Cantabria-Meseta atraviesa el valle de norte a sur. Éste se comunica con Castilla y León por el sur a través del puerto de Pozazal, con la costa de Cantabria por el valle del Besaya a través del Puerto de las Hoces de Bárcena por el norte. Igualmente el valle está comunicado con el valle de Cabuérniga a través del Puerto de Palombera y con el valle de Luena a través del Puerto del Escudo.

### Hidrografía

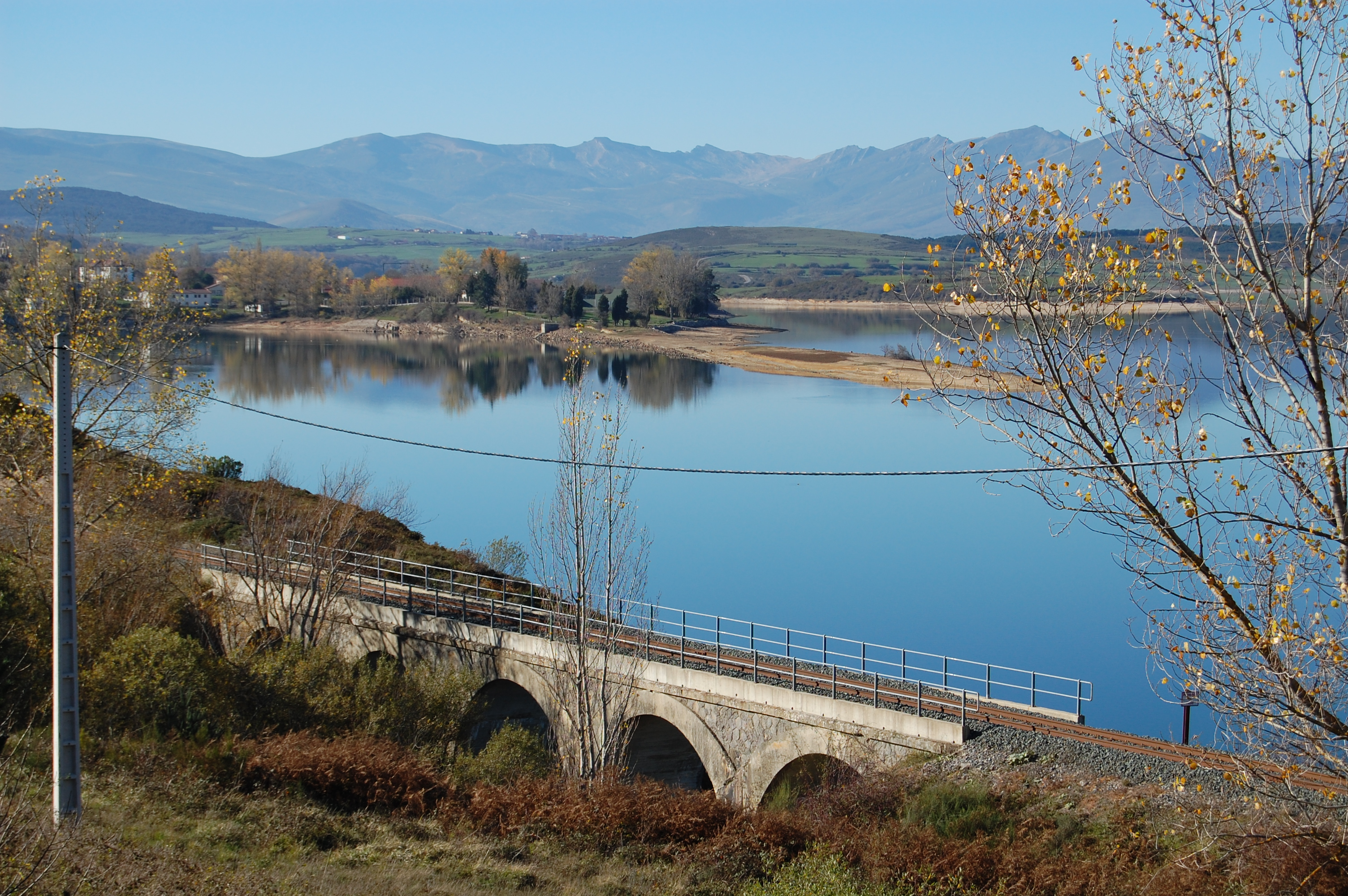
Parte baja del valle, en la actualidad inundada parcialmente por el Embalse del Ebro. Al fondo se divisan las montañas de la cabecera del valle.

Perteneciente a la cuenca hidrográfica mediterránea, el hecho más significativo del valle es que alberga el nacimiento del río Ebro, tradicionalmente situado en Fontibre, a pesar de que se ha demostrado hace décadas que nace en la parte alta del valle. El río Híjar y la pequeña corriente del Izarilla conforman, junto al joven Ebro, la hidrografía de este valle, en el que son frecuentes los desbordamientos, sobre todo a finales del invierno o principios de la primavera, cuando se derrite la nieve acumulada en la cabecera y especialmente en el entorno de Reinosa, donde se unen los tres cursos fluviales. Todo esta agua se recoge en la parte baja del valle, en el embalse del Ebro, que ocupa una superficie total de 6253 ha y puede llegar a albergar 541 hm³ de agua. 

### Clima
El clima se corresponde con el de la comarca de Campoo-Los Valles. Se encuentra en una zona de transición entre el clima oceánico y el mediterráneo continental de la Península ibérica. Encajaría dentro del clima denominado oceánico de transición, con algunos componentes de clima de montaña debido a la altitud de la comarca. Su clima es frío (bastante más que en la Cantabria costera) y húmedo (algo menos que en zonas bajas). Su clima es en realidad una mezcla de dos, al estar por un lado influido por el clima continental (al estar abierto a la meseta castellana) y por otro influido por el oceánico, suavizado éste por las sierras de Isar y la cordillera Cantábrica. Esta transición climática se manifiesta por inviernos muy fríos con frecuentes nevadas y heladas nocturnas entre noviembre y abril y veranos medianamente calurosos durante el día y frescos por la noche (en verano en Campoo hay una gran diferencia térmica entre el día y la noche, pudiéndose alcanzar los 30 grados por el día y desplomarse las temperaturas hasta los 10 grados por la noche). 
En cuanto a las precipitaciones, aunque son elevadas, son bastante menores que en la costa de Cantabria. En invierno suelen ser en forma de nieve o de aguanieve si la temperatura no es lo suficientemente baja. Las precipitaciones son mucho más elevadas en las zonas altas, que en las zonas de valle de Campoo. Al estar el valle rodeado de altas montañas, las precipitaciones suelen concentrarse en las zonas altas.
| Parámetros climáticos promedio de Reinosa en el periodo 1961-1994 | Parámetros climáticos promedio de Reinosa en el periodo 1961-1994 | Parámetros climáticos promedio de Reinosa en el periodo 1961-1994 | Parámetros climáticos promedio de Reinosa en el periodo 1961-1994 | Parámetros climáticos promedio de Reinosa en el periodo 1961-1994 | Parámetros climáticos promedio de Reinosa en el periodo 1961-1994 | Parámetros climáticos promedio de Reinosa en el periodo 1961-1994 | Parámetros climáticos promedio de Reinosa en el periodo 1961-1994 | Parámetros climáticos promedio de Reinosa en el periodo 1961-1994 | Parámetros climáticos promedio de Reinosa en el periodo 1961-1994 | Parámetros climáticos promedio de Reinosa en el periodo 1961-1994 | Parámetros climáticos promedio de Reinosa en el periodo 1961-1994 | Parámetros climáticos promedio de Reinosa en el periodo 1961-1994 | Parámetros climáticos promedio de Reinosa en el periodo 1961-1994 |
| Mes | Ene.                                                              | Feb.                                                              | Mar.                                                              | Abr.                                                              | May.                                                              | Jun.                                                              | Jul.                                                              | Ago.                                                              | Sep.                                                              | Oct.                                                              | Nov.                                                              | Dic.                                                              | Anual                                                             |
| --- | ----------------------------------------------------------------- | ----------------------------------------------------------------- | ----------------------------------------------------------------- | ----------------------------------------------------------------- | ----------------------------------------------------------------- | ----------------------------------------------------------------- | ----------------------------------------------------------------- | ----------------------------------------------------------------- | ----------------------------------------------------------------- | ----------------------------------------------------------------- | ----------------------------------------------------------------- | ----------------------------------------------------------------- | ----------------------------------------------------------------- |
| Temp. media (°C) | 2.1                                                               | 3.0                                                               | 4.6                                                               | 6.4                                                               | 9.1                                                               | 12.1                                                              | 14.9                                                              | 15.0                                                              | 13.3                                                              | 9.6                                                               | 5.5                                                               | 3.0                                                               | 8.2                                                               |
| Precipitación total (mm) | 99.4                                                              | 102.7                                                             | 87.2                                                              | 105.6                                                             | 87.6                                                              | 54.0                                                              | 31.2                                                              | 35.3                                                              | 56.7                                                              | 97.9                                                              | 114.1                                                             | 128.3                                                             | 1000.1                                                            |
| Fuente: Ministerio de Agricultura, Alimentación y Medio Ambiente. Datos de precipitación para el periodo 1962-2000 y de temperatura para el periodo 1964-1984 en Reinosa. |                                                                   |                                                                   |                                                                   |                                                                   |                                                                   |                                                                   |                                                                   |                                                                   |                                                                   |                                                                   |                                                                   |                                                                   |                                                                   |

## Demografía
El valle está distribuido entre cinco municipios. La Hermandad de Campoo de Suso en la parte alta del mismo; Campoo de Enmedio y Reinosa en la parte central; y los municipios de Campoo de Yuso y Las Rozas de Valdearroyo en la parte más baja. Entre todos ellos, según datos del año 2017, tienen una población censada de unos 15 600 habitantes, por lo que en este valle se concentra la mayor parte de la población de la comarca de Campoo-Los Valles que tiene unos 20 500 habitantes, siendo determinante en estos datos el peso de la capital del valle y la comarca, Reinosa, que tiene unos 9300 habitantes.
En la demografía del valle tuvo un peso fundamental la empresa siderúrgica que se instaló a principios del siglo XX en Reinosa, lo que atrajo a numerosa población. No obstante la reconversión industrial provocó que la industria perdiera la relevancia que antaño tuvo en el valle. Además desde mediados del siglo XX se ha producido un elevado éxodo rural como resultado del abandono de las actividades agrarias tradicionales de la zona, lo que ha afectado especialmente a las zonas más alejadas de la parte central del valle. Así hoy en día el presenta una población envejecida, como otras zonas del interior de Cantabria.
| 1900 | 1910 | 1920 | 1930 | 1940 | 1950 | 1960 | 1970 | 1980 | 1990 | 2000 | 2007 |
| ---- | ---- | ---- | ---- | ---- | ---- | ---- | ---- | ---- | ---- | ---- | ---- |
| 3729 | 3651 | 3663 | 3696 | 3807 | 3854 | 3296 | 2477 | 2038 | 1965 | 1895 | 1949 |